# Jonas Hägerbäck
Jonas Hägerbäck, född 28 augusti 1980, är en svensk före detta professionell ishockeyspelare (forward). 2002 till 2004 spelade han totalt 85 matcher (inklusive slutspel) i Elitserien för Luleå HF, och gjorde 7 mål och 11 assist.